# Рахимов, Наби
Наби Рахимов (узб. Nabi Rahimov; 7 ноября 1911, Коканд, Ферганская область, Российская империя — 23 ноября 1994, Ташкент, Узбекистан) — узбекский, советский актёр театра и кино, педагог. Народный артист СССР (1964).

## Биография
Родился 7 ноября 1911 года в Коканде (ныне в Узбекистане).
На сцене — с 1918 года. Учился играть на кларнете в духовом оркестре. В 1926—1929 годах — актёр театра партклуба в Коканде.
Учился в драматической студии при Государственном узбекском театре драмы им. Хамзы в Ташкенте (1929).
С 1929 года и до конца жизни — актёр Государственного узбекского театра драмы им. Хамзы  в Ташкенте (с 2001 — Узбекский национальный академический драматический театр).
Участник войны. В 1941 году его привлекли в военное училище. С 1942 по 1943 год — в составе фронтовых бригад деятелей искусств Узбекистана.
В кино — с 1943 года. Участвовал в дубляже свыше ста фильмов.
На сцене и в кинематографе демонстрировал разностороннее дарование как комедийного актёра, так и трагика. 
В 1946—1961 годах — педагог Ташкентского государственного института театрального искусства им. А. Н. Островского (ныне Государственный институт искусств и культуры Узбекистана).
Один из организаторов и постоянный участник воскресной утренней передачи «Табассум» («Улыбка») на Узбекском радио.
Член Союза кинематографистов Узбекской ССР.
Член КПСС с 1945 года.
Скончался 23 ноября 1994 года в Ташкенте. Похоронен на Чигатайском кладбище.

### Семья
- Жена — Любовь (?—1993)
- Сын — Эдмунд.

## Звания и награды
- Народный артист Узбекской ССР (24.02.1950)[2]
- Народный артист СССР (15.12.1964)[3]
- Государственная премия СССР (1977 — за исполнение роли Урганжи в спектакле «Заря революции» К. Яшена[4]
- Государственная премия Узбекской ССР имени Хамзы (1967 — за исполнение роли Олбени в пьесе «Король Лир» У. Шекспира[5]
- Орден Ленина (18.03.1959)[6]
- Орден Трудового Красного Знамени (06.12.1951)[7]
- Орден Отечественной войны II степени (1986)
- Орден «За выдающиеся заслуги» (Узбекистан) (23.08.2004 — посмертно)[8]
- Медали
- Почётная грамота Республики Узбекистан (23.11.1991)[9]
- Почётная грамота Президиума Верховного Совета Узбекской ССР
- Всесоюзный кинофестиваль (Первая премия за исполнение мужской роли, фильм «Яблоки сорок первого года», Минск, 1970).

## Творчество
Большое признание получил после исполнения роли Яго в постановке Театра драмы им. Хамзы «Отелло» У. Шекспира (Отелло — Абрар Хидоятов, Дездемона — Сара Ишантураева). Классикой узбекской сцены стали его театральные роли: Тихон («Гроза» А. Н. Островского) , Труффальдино («Принцесса Турандот» К. Гоцци), Барклей Купер («Дальше — тишина…» Хелен и Ноа Лири), Лаэрт («Гамлет» У. Шекспира), Мамадали («Рискованная шутка» Уйгуна).
Наиболее известные роли в кинематографе: Бобо Кайфи («Звезда Улугбека»), отец Хамзы («Огненные дороги»), генерал Агзамов («Кодекс молчания»).

### Роли в театре
- 1929 — «Восстание» Д. Фурманова и С. Поливанова — Егор
- 1930 — «Человек с портфелем» А. Файко — студент
- 1930 — «Вредители хлопка» У. Исмаилова — колхозник
- 1931 — «Овечий источник» Л. де Веги — Флорес
- 1931 — «История заговорила» З. Саида и Н. Сафарова — Рафик
- 1932 — «Ван Ши бин» П. Фурманского и Я. Радионова — китайский генерал
- 1932 — «Ниқоб йиртилди» З. Фатхуллина — Сайфи
- 1932 — «Сожжём» К. Яшена — Йулчи
- 1932 — «Улица счастья» Н. Зархи — Хилтон
- 1934 — «Хозяйка гостиницы» К. Гольдони — Риппафрата
- 1934 — «Мой друг» Н. Погодина — Вася
- 1934 — «Тор-мор» К. Яшена — Нурмат
- 1934 — «Интервенция» Л. Славина — Филлиатр
- 1935 — «Гамлет» У. Шекспира — Лаэрт
- 1935 — «Женитьба» Н. Гоголя — Кочкарёв
- 1935 — «Ревизор» Н. Гоголя — Бобчинский
- 1936 — «Номус ва муҳаббат» К. Яшена — монтёр
- 1936 — «Коварство и любовь» Ф. Шиллера — фон Кальб
- 1937 — «Пограничники» В. Билль-Белоцерковского — следователь
- 1937 — «Любовь Яровая» К. Тренёва — Малинин
- 1938 — «Предатели» З. Фатхуллина — Шукуров
- 1938 — «Гроза» А. Островского — Тихон
- 1938 — «Аваз» А. Хидоятова — Бойвачча
- 1938 — «Родина» Г. Мдивани — Арчел
- 1938 — «Измена» Н. Юденич и В. Витт — Железнов
- 1940 — «Принцесса Турандот» К. Гоцци) — Калаф
- 1940 — «Молодое поколение» С. Нуритдинова — Радзиевский
- 1940 — «Баҳодир» Туйгуна — Мардан
- 1940 — «Павел Греков» Л. Ленча и Б. Войтехова — Сорокин
- 1940 — «Холисхон» Хамзы — Норбойвачча
- 1941 — «Отелло» У. Шекспира — Яго
- 1941 — «Тартюф» Мольера — Клеант
- 1942 — «Хамза» К. Яшена и А. Умари — Назири
- 1942 — «Олеко Дундич» А. Ржешевского и М. Каца — Ходжич
- 1943 — «Мать» Уйгуна — Балтабай
- 1944 — «Овечий источник» Л. де Веги — Флорес
- 1944 — «Рискованная шутка» Уйгуна — Мамадали
- 1944 — «История заговорила» З. Саида и Н. Сафарова — Рафик
- 1944 — «Медведь» А. Чехова — Смирнов
- 1944 — «Бесприданница» А. Островского — Карандышев
- 1944 — «Джалалиддин» М. Шейхзаде — Бадриддин
- 1945 — «Маскарад» М. Лермонтова — Арбенин
- 1946 — «Бранденбургские ворота» М. Светлова — Баходир
- 1946 — «Любовь» Туйгуна — Етов
- 1947 — «За тех, кто в море» Б. Лавренёва — Боровский
- 1947 — «Песня жизни» Уйгуна — Кадыр
- 1947 — «Русский вопрос» К. Симонова — Харди
- 1947 — «Кремлёвские куранты» Н. Погодина — Дзержинский
- 1948 — «Женитьба» Н. Гоголя — Кочкарёв
- 1948 — «Бахтиёр» Туйгуна — Саримсак
- 1949 — «Навбаҳор» Уйгуна — Надир
- 1949 — «Честь семьи» Г. Мухтарова — Байрам
- 1949 — «Каменный гость» А. Пушкина — Дон Гуан
- 1949 — «Гамлет» У. Шекспира  — Розенкранц
- 1949 — «Без вины виноватые» А. Островского — Незнамов
- 1949 — «Хамза» К. Яшена и А. Умари — Назири
- 1949 — «Из искры» Ш. Дадиани — Митиэла
- 1950 — «Генерал Рахимов» К. Яшена — Сахибчангал
- 1950 — «Незабываемый 1919-й» В. Вишневского — Шибаев
- 1950 — «Новая Земля» А. Каххара — Кузиев
- 1950 — «Шёлковое сюзане» А. Каххара — Кузиев
- 1950 — «Голос из гроба» А. Каххара
- 1951 — «Заря Востока» Н. Сафарова — Марков
- 1951 — «Мещане» М. Горького — Нил
- 1951 — «Хикмат» Туйгуна — Абдусалом
- 1951 — «Ромео и Джульетта» У. Шекспира — Тибальд
- 1951 — «Джон — солдат мира» Ю. Кроткова — Эмири
- 1952 — «Шёлковое сюзане» А. Каххара — Кузиев
- 1952 — «Семья» И. Попова — Кузьма Иванович
- 1952 — «Дорогой бессмертия» В. Брагина и Г. Товстоногова по книге Ю. Фучика «Репортаж с петлёй на шее» — Бем
- 1952 — «Ревизор» Н. Гоголя — Хлестаков
- 1952 — «Любовь Яровая» К. Тренёва — Грозной
- 1953 — «Рассказ о Турции» Н. Хикмета — Мурат
- 1953 — «Сердечные тайны» Б. Рахмонова — Степан
- 1954 — «Священная кровь» Айбека — Шакир-ата
- 1954 — «Больные зубы» А. Каххара — Марасул
- 1955 — «Гроза» А. Островского — Тихон
- 1956 — «Персональное дело» А. Штейна — Полудин
- 1956 — «Дочь Ганга» по Р. Тагору — Ромеш
- 1956 — «Хаджи эфенди женится» Ш. Камала — Юнусхожи
- 1957 — «Алжир — родина моя» по М. Дибу — Хамид Сирож
- 1957 — «Путеводная звезда» К. Яшена — Гани
- 1958 — «Юлий Цезарь» У. Шекспира — Каска
- 1958 — «Ҳуррият» Уйгуна — Аббос
- 1958 — «Фуркат» Б. Авезова и Т. Ходжаева — Абдулла Булбул
- 1958 — «Дядя и племянники» Р. Бабаджана — Бурибай Базарбаев
- 1961 — «Мирза Улугбек» М. Шейхзаде — Бобо Кайфи
- 1962 — «Хозяин» И. Соболева — Круглаковский
- 1962 — «Огонь» М. Хусаинова — Фархад Камалов
- 1963 — «Неизвестный» И. Султона — Азамат
- 1963 — «Оптимистическая трагедия» В. Вишневского — Алексей
- 1964 — «Кровавый мираж» С. Азимова — Джеймс Тейлор
- 1964 — «Священная кровь» Айбека — Шакир-ата
- 1965 — «Я вижу звёзды» С. Азимова — Турсунов
- 1966 — «Король Лир» У. Шекспира  — Олбени
- 1968 — «Драма времени» С. Азимова — Дархан-ата
- 1969 — «Мирза Улугбек» М. Шейхзаде — Бобо Кайфи
- 1969 — «Шестое июля» М. Шатрова — Дзержинский
- 1970 — «Путеводная звезда» К. Яшена — Гани
- 1971 — «Полёт» Уйгуна — Мамасолиев
- 1972 — «Заря революции» К. Яшена — Урганжи
- 1973 — «Потерянное кольцо или Шакунтала» Калидасы — Магдави
- 1974 — «Комиссия» У. Умарбекова — Саид Каримов
- 1975 — «Девятый вал» А. Софронова — Леселидзе
- 1977 — «Дальше — тишина…» В. Дельмар — Барклей Купер
- 1978 — «Дочь Ганга» по Р. Тагору — полицейский
- 1978 — «Тринадцатый председатель» О. Абдуллина — Сагдиев
- 1988 — «Курорт» У. Умарбекова — Раис
- 1989 — «Минувши дни Абдуллы Кадыри» И. Султана — слуга
- 1991 — «Жонимни ол, жонгинам» А. Несина — старик

### Роли в кино
- 1943 — Подарок Родины — красноармеец
- 1953 — Бай и батрак — Алексей
- 1955 — Встретимся на стадионе — Алиев
- 1956 — Священная кровь — Шакасым
- 1957 — Рыбаки Арала — Джадегер Есемурадов
- 1958 — Пламенные годы — усто Касым
- 1958 — Очарован тобой — Турдыев
- 1961 — Отвергнутая невеста — Туйчиев
- 1964 — Звезда Улугбека — Бобо Кайфи
- 1964 — Джура — Балбак
- 1964 — Доброй ночи — Исмаил
- 1965 — Самая послушная — Калмурза
- 1965 — Родившийся в грозу — Ишан Кадыркул
- 1965 — У каждого своя дорога — Малтабар
- 1965 — Одержимый — декханин
- 1966 — Поэма двух сердец — поэт
- 1967 — Войди в мой дом — экскурсовод
- 1967 — Измена — эпизод
- 1968 — Сыны Отечества — Вахабов, узник концлагеря
- 1968 — Красные пески — эпизод
- 1968 — Как велит сердце — чайханщик
- 1968 — Дилором
- 1968 — Всадники революции — заговорщик
- 1969 — Яблоки сорок первого года — старик
- 1969 — Минувшие дни — Уста Алим
- 1969 — Завещание старого мастера — Кур-Султан
- 1970 — Чрезвычайный комиссар — Ширмат-бек
- 1970 — Под палящим солнцем — Ярмат-ата
- 1971 — Порыв — Сабиров
- 1971 — Неожиданное рядом — Абид Ваисов
- 1971 — Здесь проходит граница — Абзал
- 1971 — Драма любви — Эргаш-ака
- 1971 — Горячие тропы — Хамид Азизович Садуллаев
- 1972 — Навстречу тебе — Кадыров
- 1972 — Семург — хан
- 1973 — Одна среди людей — Фаттах Нажметдин
- 1973 — Огненный берег — мулла
- 1973 — Караван — Каримов
- 1973 — Встречи и расставания — отец Рустама
- 1973 — Здравствуй, добрый человек — Шухрат-бобо
- 1973 — Побег из тьмы — Сафар Ткач
- 1974 — Абу Райхан Беруни — эпизод
- 1975 — Ты, песня моя — отец Дилором
- 1975 — Преодолей себя — Хамид Маткаримович
- 1975 — Вкус халвы — гончар Шир-Мамед
- 1975 — Джейхун — председатель
- 1976 — Мишка-артист — Хаким Насимович
- 1976 — Ради других — Назаров
- 1976 — Мой старший брат — Самандаров
- 1977 — 1984 — Огненные дороги — Ибн-Ямин (отец Хамзы)
- 1977 — Это было в Коканде — Алимат
- 1978 — Чужое счастье — Мелибай
- 1978 — Хорезмийская легенда — злой повелитель Караташбада
- 1978 — Кровь и пот — Сеу
- 1978 — Весенняя мелодия
- 1978 — Найти любимую — машинист
- 1979 — Воздушные пешеходы — Хаким-ата
- 1979 — Путешествие достойных — Фазыл Артыков
- 1979 — Отцовский наказ — Халмат-ага
- 1979 — На ринг вызывается… — тренер
- 1979 — Ливень — старик
- 1979 — Берегись! Змеи! — Хамракул Курбанов
- 1979 — Серое дыхание дракона / Des Drachens grauer Atem (ГДР) — Бансамму
- 1980 — В стремнине бешеной реки — Садык-ака
- 1981 — Непокорная — Дусенбай
- 1982 — Юность гения — старик в селении, на родине Хусейна
- 1982 — Сегодня и всегда — Мухаммед
- 1982 — Переворот по инструкции 107 — старик
- 1982 — Профессия — следователь — житель Алабашлыка
- 1983 — Пробуждение
- 1984 — Клятва Джантая
- 1984 — И еще одна ночь Шахерезады… — судья
- 1984 — Легенда о любви — Караван-баши
- 1985 — Долгое эхо в горах — Мустаким-ата
- 1985 — Говорящий родник — Шарипов
- 1985 — Бунт невесток — Уста боки
- 1986 — Алмазный пояс — Тешавой-ака
- 1987 — Джура — охотник из Минархара — аксакал
- 1988 — Гибель во имя рождения
- 1989 — Каменный идол
- 1989 — Кодекс молчания — генерал Агзамов
- 1989 — Шакалы — Шабатаев
- 1989 — Йўл бўлсин — Ю-Син
- 1990 — Чудо-женщина — актёр из киносъемочной группы, которая снимает фильм в кишлаке
- 1991 — Железный мужчина — судья
- 1991 — Судный день
- 1992 — Бессовестный — главная роль[10]
- 1993 — Шариф и Мариф

### Видеофильмы
- Священная кровь — отец Ярмат
- Диёнат — профессор Шобаратов
- Все останется людям — академик Дроздов
- Бабур — Мухаммаджон

### Участие в фильмах
- 1976 — Цирк под минаретами (документальный)
- 1986 — Два дня из жизни художника (документальный)
- Встреча